# 양화 순충사
양화 순충사는 충청남도 부여군 양화면 원당리에 있다. 2017년 12월 26일 부여군의 향토문화유산 제137호로 지정되었다.